# 문화방송 시트콤
문화방송 시트콤은 1993년 《김가이가》를 통해 공개드라마 방식인 시트콤을 처음으로 시도하였으나 별 반응을 얻지 못하였다.
- 이후 《두 아빠》를 통해 또다시 시도했으나 1년을 넘기지 못한 채 조기종영되는 수모를 당했다.
- 청춘 시트콤 《남자 셋 여자 셋》을 시작으로 줄곧 청춘 시트콤 위주로 꾸며왔는데 논스톱 시리즈가 많은 인기를 얻으면서 계속되었다.

- 그러나 《레인보우 로망스》가 저조한 시청률을 기록하면서 청춘 시트콤은 종말을 고했다.
- 이후 가족 시트콤 중심의 일일 시트콤 시대가 되었으며 《거침없이 하이킥!》, 《지붕뚫고 하이킥!》 등이 대표적인 시트콤으로서 자리잡게 되었다.
- 그러다가 2012년 12월 25일에 방영한 《엄마가 뭐길래》 마지막회를 끝으로 문화방송의 시트콤 자체가 완전히 폐지되었다.

## 시간대의 변화
- 문화방송 최초의 청춘 시트콤인 《남자 셋 여자 셋》의 시간대는 오후 7시 5분이었으며 주로 교양 프로그램 이전 시간대에 방송되었다.
- 그러다가 《논스톱》은 5분 빠른 오후 7시로 바뀌었고, 《뉴 논스톱》을 방영하던 2002년 4월 1일에 다시 10분 빠른 오후 6시 50분으로 바뀌었다.

- 청춘 시트콤 시대가 끝나고 일일 시트콤 시대가 개막하면서 《거침없이 하이킥!》은 MBC 뉴스데스크 이전에 방송되는 이른바 황금시간대인 8시 20분에 배정받지만[2] 《거침없이 하이킥!》의 성공 이후 《코끼리》의 시청률 저조로 《코끼리》의 시간대가 오후 7시 45분으로 일일 드라마와 자리를 맞바꾼다.[3]

- 한동안 일일 시트콤으로 방영하다가 MBC 뉴스데스크의 시간대 이동으로 인해 월 · 화요일 오후 8시 50분에 방영하는 월화 시트콤으로 바뀌었다.
- 그러나 2012년 12월 25일, 시청률과 광고 판매율의 저조로 인하여 《엄마가 뭐길래》를 끝으로 일일 시트콤의 제작과 방영을 중단 및 폐지하였다.

## 작품 리스트
- 아래의 프로그램들은 2003년 이전에 제작 및 방영한 작품들로 부득이하게 일부 장면에서 흡연 장면 및 담배 소품이 노출될 수 있으며, 시청자 여러분들의 양해를 바랍니다.
- 아래의 프로그램들은 2002년 11월 이후에 시청 가능 연령을 표시하는 드라마 등급 제도를 의무적으로 시행하여 현재까지 이어지고 있다.
- 2017년 3월 1일부터 TV 프로그램 등급 표시 외에 주제, 폭력성, 선정성, 언어, 모방 위험 등 분류 사유 표시를 의무적으로 시행하고 있다.

### 청춘 시트콤
주로 대학 생활을 주제로 한 시트콤으로 《레인보우 로망스》 종영 이후 제작과 방영 모두 중지되었다.
- 《남자 셋 여자 셋》: 1996년 10월 21일 ~ 1999년 5월 21일
- 《점프》: 1999년 5월 31일 ~ 2000년 2월 11일
- 《가문의 영광》: 2000년 2월 14일 ~ 2000년 5월 12일
- 《논스톱》[4][5]: 2000년 5월 15일 ~ 2000년 7월 28일
- 《뉴 논스톱》: 2000년 7월 31일 ~ 2002년 5월 17일
- 《논스톱 3》: 2002년 5월 20일 ~ 2003년 9월 12일
- 《논스톱 4》: 2003년 9월 15일 ~ 2004년 9월 24일[6]
- 《논스톱 5》: 2004년 10월 4일 ~ 2005년 10월 21일
- 《레인보우 로망스》: 2005년 10월 24일 ~ 2006년 11월 3일

### 일일 시트콤
MBC 일일 시트콤은 《크크섬의 비밀》을 제외한 나머지 모두 가족 시트콤이다. 《엄마가 뭐길래》를 마지막으로 제작과 방영이 중지되었다.
- 《두 아빠》: 1995년 10월 16일 ~ 1996년 1월 11일
- 《거침없이 하이킥!》: 2006년 11월 6일 ~ 2007년 7월 13일
- 《김치 치즈 스마일》: 2007년 7월 23일 ~ 2008년 1월 18일
- 《코끼리》: 2008년 1월 21일 ~ 2008년 7월 18일[6]
- 《크크섬의 비밀》: 2008년 7월 21일 ~ 2008년 10월 3일
- 《그분이 오신다》: 2008년 10월 6일 ~ 2009년 2월 27일
- 《태희혜교지현이》: 2009년 3월 2일 ~ 2009년 9월 4일
- 《지붕뚫고 하이킥!》: 2009년 9월 7일 ~ 2010년 3월 19일
- 《볼수록 애교만점》: 2010년 3월 22일 ~ 2010년 11월 2일
- 《몽땅 내 사랑》: 2010년 11월 8일 ~ 2011년 9월 16일
- 《하이킥! 짧은 다리의 역습》: 2011년 9월 19일 ~ 2012년 3월 29일
- 《스탠바이》: 2012년 4월 9일 ~ 2012년 10월 5일
- 《엄마가 뭐길래》 2012년 10월 9일 ~ 2012년 11월 2일 (이후 시간대 변경)

### 월화 시트콤
2012년 11월 5일 MBC 뉴스데스크의 시간대 변경으로 인해 일일 시트콤의 방영 시간대가 늦춰지고 주 2회만 방영하는 대신 방영 시간이 늘어나게 되었다. 하지만, 2012년 12월 25일을 끝으로 시트콤 편성이 영구 중지되었다.
- 《엄마가 뭐길래》 : 2012년 11월 5일 (시간대 변경) ~ 2012년 12월 25일

### 월요 시트콤
- 《세 친구》: 2000년 2월 14일 ~ 2001년 4월 9일 (최초의 성인 시트콤)
- 《연인들》: 2001년 11월 5일 ~ 2002년 12월 23일 (성인 시트콤) (월요일과 화요일에 방송되다가 2002년 4월 1일부터 월요일에만 방송됨)
- 《안녕, 프란체스카》: 2005년 1월 24일 ~ 2005년 4월 25일 (주간 시트콤이란 타이틀로 방영. 이하 시즌은 같음)
- 《안녕, 프란체스카 시즌 2》: 2005년 5월 2일 ~ 2005년 8월 1일
- 《안녕, 프란체스카 시즌 3》: 2005년 9월 5일 ~ 2006년 2월 27일
- 《소울메이트》: 2006년 3월 13일 ~ 2006년 6월 5일 (주간 시트콤, 성인 시트콤)

### 금요 시트콤
- 《깁스가족》: 2000년 1월 7일 ~ 2000년 5월 12일
- 《천 번째 남자》: 2012년 8월 17일 ~ 2012년 10월 12일 (금요 판타지 시트콤이란 타이틀로 방영)

### 토요 시트콤
- 《테마게임》: 1995년 4월 22일 ~ 1999년 10월 9일
  - 1995년 4월 22일 ~ 1995년 10월 7일 : 토요일 밤 9시 40분 방영
  - 1995년 10월 16일 ~ 1996년 1월 8일 : 월요일 저녁 7시 방영
  - 1996년 1월 20일 ~ 1999년 10월 9일 : 토요일 밤 9시 40분 방영
  - 1999년 10월 18일 ~ 1999년 11월 22일 : 월요일 밤 11시 방영
- 《여자 대 여자》: 1998년 4월 26일 ~ 1999년 10월 14일 (주간 코미디 드라마)
  - 1998년 4월 25일 ~ 1998년 9월 5일 : 토요일 저녁 6시 방영
  - 1998년 9월 10일 ~ 1999년 10월 14일 : 목요일 저녁 7시 30분 방영
- 《아니 벌써?》: 1998년 11월 7일 ~ 1999년 4월 14일
  - 1998년 11월 7일 ~ 1999년 1월 23일 : 토요일 저녁 6시 5분 방영
  - 1999년 1월 27일 ~ 1999년 4월 14일 : 수요일 밤 11시 5분 방영
- 《조선에서 왔소이다》: 2004년 11월 6일 ~ 2004년 12월 19일
  - 2004년 11월 6일 ~ 2004년 12월 2일 : 토요일 저녁 7시 방영
  - 2004년 12월 12일 ~ 2004년 12월 19일 : 일요일 오후 4시 방영

### 일요 시트콤
- 《김가이가》: 1993년 10월 24일 ~ 1994년 4월 10일
- 《아가씨와 아줌마 사이》: 2004년 5월 9일 ~ 2004년 10월 10일 (명랑가족 시트콤이란 타이틀로 방영)
- 《무작정 패밀리》: 2012년 6월 17일 ~ 2012년 9월 1일 (시추에이션 버라이어티란 타이틀로 방영. 2012년 8월 18일부터는 목요일 방영)

### 미니 시트콤
- 《두근두근 체인지》: 2004년 5월 16일 ~ 2004년 8월 8일
- 《미라클》: 2004년 8월 15일 ~ 2004년 10월 30일
- 아래의 프로그램들은 2003년 이전에 제작 및 방영한 작품들로 부득이하게 일부 장면에서 흡연 장면 및 담배 소품이 노출될 수 있으며, 시청자 여러분들의 양해를 바랍니다.
- 아래의 프로그램들은 2002년 11월 이후에 시청 가능 연령을 표시하는 드라마 등급 제도를 의무적으로 시행하여 현재까지 이어지고 있다.
- 2017년 3월 1일부터 TV 프로그램 등급 표시 외에 주제, 폭력성, 선정성, 언어, 모방 위험 등 분류 사유 표시를 의무적으로 시행하고 있다.

## 같이 보기
- SBS 시트콤
- 한국방송공사 시트콤